# Tamarix nilotica
Tamarix nilotica är en tamariskväxtart som först beskrevs av Christian Gottfried Ehrenberg, och fick sitt nu gällande namn av Bge. Tamarix nilotica ingår i släktet tamarisker, och familjen tamariskväxter.

## Underarter
Arten delas in i följande underarter:
- T. n. anisandra
- T. n. arborea
- T. n. brevispica
- T. n. divergens
- T. n. eilatensis
- T. n. micrantha
- T. n. microcarpa
- T. n. tenuior